# Niederbommert
Niederbommert ist eine Hofschaft in Halver im Märkischen Kreis im nordrhein-westfälischen Regierungsbezirk Arnsberg in Deutschland.

## Lage und Beschreibung
Niederbommert liegt auf einer Höhe von 360 Meter über Normalhöhennull im südlichen Halver an der Stadtgrenze zu Kierspe. Südlich des Ortes erhebt sich mit 383,2 m ü. NHN der Mühlenberg, dahinter liegt die Kerspetalsperre. Zwischen Niederbommert und dem benachbarten Borkshof fließt der Erlenbach vorbei, ein Zufluss der Talsperre. Weitere Nachbarorte sind Bommert, Oberbommert, Giersiepen und Schlachtenrade. Der Ort ist über Nebenstraßen erreichbar, die von der Kreisstraße K3 und der Landesstraße L284 abzweigen. 

## Geschichte
Niederbommert  wurde erstmals 1480 urkundlich erwähnt, die Entstehungszeit der Siedlung wird aber auf dem Zeitraum zwischen 900 und 1050 infolge des fränkisch-karolingischen Siedlungsbaus vermutet.
1818 lebten 25 Einwohner im Ort. 1838 gehörte Niederbommert als Niedern-Bommert der Bommerter Bauerschaft innerhalb der Bürgermeisterei Halver an. Der laut der Ortschafts- und Entfernungs-Tabelle des Regierungs-Bezirks Arnsberg als Hof kategorisierte Ort besaß zu dieser Zeit eine Schule, vier Wohnhäuser, zwei Fabriken bzw. Mühlen und acht landwirtschaftliche Gebäude. Zu dieser Zeit lebten 35 Einwohner im Ort, allesamt evangelischen Glaubens.
Das Gemeindelexikon für die Provinz Westfalen von 1887 gibt eine Zahl von 24 Einwohnern an, die in vier Wohnhäusern lebten.

## Wander- und Radwege
Folgende Wanderwege führen an dem Ort vorbei:
- Der Halveraner Rundweg
- Der Rönsahler Ortsrundwanderweg A6 (Rund um die Kerspetalsperre).